# 王素香
王素香（1924年3月—2012年11月18日），女，江苏崇明人，中国畜牧工作者，原甘肃省科委总畜牧师，第六届全国人大代表。

## 生平
1924年3月生于江苏崇明。1938年10月因抗日战争随父母迁往重庆，就读于巴蜀中学。1954年毕业于西北畜牧兽医学院畜牧系，后在甘肃省畜牧厅草原工作队、甘肃省科委工作。文化大革命期间受到打击。1979年后，自愿赴通渭县申家山蹲点试种红豆草，引导群众种草养畜，促农促林，治穷致富。被《半月谈》评为中国十大新闻人物之一。1982年被评为甘肃省劳动模范。1983年获全国三八红旗手和全国优秀科技工作者称号。1984年加入中国共产党。1985年获全国五一劳动奖章。主要著作有《申家山线豆草》和《甘肃中部种草养畜农牧结合试验研究》等。是第六届全国人大代表，全国妇联第五届执行委员，甘肃省科协第三届理事，甘肃省政协第四届委员。2012年11月18日在河南郑州逝世。